# ایرانی‌زدایی
ایرانی زدایی در مراحل مختلف تاریخ اتفاق افتاده‌است اما به‌طور خاص عنوان سیاست انگلستان در دهه ۱۹۶۰ و ۷۰ میلادی علیه ایران برای جداسازی بحرین و تغییر بافت جمعیتی آن در قالب سیاست‌های ضد-ایرانی این کشور گفته می‌شود. قسمتی از این بسته سیاستی شامل مهاجرت دادن اعراب سنی و نژادهای دیگر از مستعمرات انگلیس به بحرین بود.
این سیاست در پی تلاش‌های امپراطوری بریتانیا برای خروج از کشورهای اسلامی در پی تضعیف این حکومت پس از جنگ‌های جهانی و بحران اقتصادی در نظر گرفته شده بود.

## تاریخ
ایرانی زدایی به سیاست‌های سلبی ضدایرانی یا تأکید بر ایجاد، بزرگنمایی کردن و نهایتاً تبدیل به تهدید و بحرانی نمودن آندسته از اهداف داخلی یا روابط خارجی که براساس فرهنگ ایرانی بنا نهاده شده‌است توسط کشورهای خارجی گفته می‌شود. این نوع سیاست در طول تاریخ با راهبردها و راهکارهای تغییر ترکیب جمعیتی، تغییر زبان، تغییر دین، تغییر رسم الخط، تبلیغ علیه بنیانهای فرهنگی و دینی که خاستگاه آن‌ها کشور ایران است صورت می‌گیرد.
به‌صورت خاص انگلستان در سال‌های ۱۹۶۹ تا ۱۹۷۱ سیاستی را با نام سیاست ایرانی زدایی (به انگلیسی:Deiranisation) اعلام کرد که قسمتی از این بسته سیاستی تغییر بافت جمعیتی، فرهنگی و زبانی مجمع الجزایر بحرین بود.
محمدرضا اسدزاده در خصوص تلاش برای تغییر نام و ایرانیت زدایی باکو چنین می‌نویسد: "جالب است که همه‌ترک‌انگاران در راستای ایرانی‌زدایی از این منطقه، ابتدا نام «باکو» را به «باکی» برگردانده‌اند و حال برایش ریشهٔ ترکی نیز پیدا کرده‌اند به معنای تپه!"